# Elezioni europee del 2014 in Slovenia
Le elezioni europee del 2014 in Slovenia si sono tenute il 25 maggio.

## Risultati
| Liste  | Liste                                                     | Gruppo    | Voti    | %     | +/-   | Seggi | +/-     |
| ------ | --------------------------------------------------------- | --------- | ------- | ----- | ----- | ----- | ------- |
|        | Partito Democratico Sloveno (SDS)                         | PPE       | 99.643  | 24,78 | 1,88  | 3     | 1       |
|        | Nuova Slovenia - Democratici Cristiani                    | PPE       | 66.760  | 16,60 | 3,57  | 1     | Stabile |
|        | Partito Popolare Sloveno                                  | PPE       | 66.760  | 16,60 | 3,57  | 1     | 1       |
|        | Verjamem                                                  | Verdi/ALE | 41.525  | 10,33 | nuovo | 1     | 1       |
|        | Partito Democratico dei Pensionati della Slovenia (DeSus) | ALDE      | 32.662  | 8,12  | 0,94  | 1     | 1       |
|        | Socialdemocratici (SD)                                    | S&D       | 32.484  | 8,08  | 10,35 | 1     | 1       |
|        | Slovenia Positiva (PS)                                    | -         | 26.649  | 6,63  | nuovo | -     | -       |
|        | Sinistra Unita (ZL)                                       | -         | 21.985  | 5,47  | nuovo | -     | -       |
|        | Kacin - Concretamente                                     | -         | 19.762  | 4,92  | nuovo | -     | -       |
|        | Partito Nazionale Sloveno (SNS)                           | -         | 16.210  | 4,03  | 1,18  | -     | -       |
|        | Sogno Lavoro                                              | -         | 14.228  | 3,54  | nuovo | -     | -       |
|        | Partito Pirata di Slovenia                                | -         | 10.273  | 2,56  | nuovo | -     | -       |
|        | Solidarietà                                               | -         | 6.715   | 1,67  | nuovo | -     | -       |
|        | Lista Civica                                              | -         | 4.600   | 1,14  | nuovo | -     | -       |
|        | Zares                                                     | -         | 3.808   | 0,95  | 8,81  | -     | -       |
|        | Verdi di Slovenia                                         | -         | 3.335   | 0,83  | 0,10  | -     | -       |
|        | Nazione Slovena                                           | -         | 1.432   | 0,36  | N.D.  | -     | -       |
| Totale | Totale                                                    | Totale    | 402.071 |       |       | 8     | 1       |